# Ржавский сельский округ
Ржавский сельский округ — упразднённая административно-территориальная единица, существовавшая на территории Солнечногорского района Московской области в 1997—2004 годах.
Ржавский с/о был образован 23 апреля 1997 года в составе Солнечногорского района путём выделения из Искровского с/о. В его состав вошли новообразованный населённый пункт — деревня Новые Ржавки, а также посёлок Ржавки (бывший посёлок ВНИИПП). Центром сельского округа стал посёлок Ржавки.
14 сентября 2004 года посёлок Ржавки и деревня Новые Ржавки были объединены в рабочий посёлок Ржавки, в связи с чем Ржавский сельский округ был упразднён.